# Giro di Lombardia 1994
La Giro di Lombardia 1994, ottantottesima edizione della corsa e valida come decimo e ultimo evento della Coppa del mondo di ciclismo su strada 1994, fu disputata l'8 ottobre 1994, per un percorso totale di 244 km. Fu vinta dal russo Vladislav Bobrik, al traguardo con il tempo di 6h03'21" alla media di 40,292 km/h.
Partenza a Monza con 177 ciclisti di cui 61 portarono a termine il percorso.

## Ordine d'arrivo (Top 10)
| Pos. | Corridore          | Squadra           | Tempo    |
| ---- | ------------------ | ----------------- | -------- |
| 1    | Vladislav Bobrik   | Gewiss-Ballan     | 6h03'21" |
| 2    | Claudio Chiappucci | Carrera           | a 2"     |
| 3    | Pascal Richard     | GB-MG Maglificio  | a 3"     |
| 4    | Dmitrij Konyšev    | Jolly Componibili | a 25"    |
| 5    | Maurizio Fondriest | Lampre-Panaria    | s.t.     |
| 6    | Davide Cassani     | GB-MG Maglificio  | s.t.     |
| 7    | Bjarne Riis        | Gewiss-Ballan     | a 30"    |
| 8    | Udo Bölts          | Telekom           | s.t.     |
| 9    | Mauro Gianetti     | Mapei-CLAS        | s.t.     |
| 10   | Maarten den Bakker | TVM-Bison Kit     | a 36"    |